# Ballet Shoes
Ballet Shoes er en engelsk Tv-film fra 2007 med manuskript af Heidi Thomas, basseret på en roman fra 1936 af Noel Streatfeild med titlenBallet Shoes. Den er instrueret af Sandra Goldbacher.
En tidligere version Ballet Shoes blev produceret som tv-serie af BBC i 1975 instrueret af Timothy Combe.
Hovedrollen spilles af Emma Watson som spiller en lille pige, Pauline Fossil der elsker ballet.